# Дре де Матео
Андреа Дона де Матео (енгл. Andrea Donna de Matteo;19. јануар 1972) је америчка глумица италијанског порекла. У ТВ-серији „Очајне домаћице“ тумачила је лик Енџи Болен, у серији „Џои“, лик Џине (сестра Џоија Трибијанија), а у серији „Породица Сопрано“, играла је улогу Адријане ла Серве, за коју је добила награду Еми.
Рођена је у Њујорку, где и сада живи са ћерком Алабамом (2007) и сином Вајлоном (2011), рођеним у вези са Шутером Џенингсом, кантри-музичарем, са којим је била верена од 2008. године до 2013. године.